# Monsec
Monsec foi uma comuna francesa na região administrativa da Nova Aquitânia, no departamento Dordonha. Estendia-se por uma área de 12,85 km². Em 2010 a comuna tinha 197 habitantes (densidade: 15,3 hab./km²).
Em 1 de janeiro de 2017, passou a formar parte da nova comuna de Mareuil en Périgord.